# Lalena
Lalena ist ein Folk-Rock-Song, der 1968 von Donovan komponiert und eingespielt wurde. 1969 erschien eine Coverversion der Band Deep Purple. 
Im Juni 1968 spielte Donovan den Song in der BBC-Show Top Gear und im Herbst 1968 während einer Jamsession zusammen mit Paul McCartney, beide Aufnahmen existieren als Bootleg. Offiziell wurde der Song von Donovan im September 1968 in den Olympia Studios in London aufgenommen. Beteiligte Musiker waren Harold McNair (Flöte), Danny Thompson (Bass), Bobby Orr (Drums) und Streicher des Royal Philharmonic Orchestra, Produzent war Mickie Most. Zunächst wurde der Song im Oktober 1968 als Single veröffentlicht, mit Aye My Love als B-Seite. Sie war ab dem 19. Oktober 1968 für vier Wochen in den Billboard-Charts vertreten und kam bis auf Platz 33. Erstmals auf Langspielplatte erschien Lalena auf Donovan’s Greatest Hits im Januar 1969. Im Text des Liedes geht es um eine nicht näher beschriebene Frau, deren Schicksal es ist, in der Nacht zu leben. Donovan erklärte in einem Interview 2004, bei dem Titel von der Schauspielerin Lotte Lenya und ihrer Rolle in der Dreigroschenoper inspiriert worden zu sein.   
Die von Rod Evans gesungene Coverversion erschien im Juni 1969 auf dem Album Deep Purple. Am 24. Juni 1969 spielten Deep Purple das Stück bei einem Radiokonzert der BBC; diese Version ist auf einer digital remasterten Neuauflage des Albums aus dem Jahr 2000 als Bonussong enthalten. Später gehörte Lalena nicht mehr zum Live-Repertoire der Band. 
Eine weitere Coverversion des Liedes veröffentlichte Jane Olivor auf ihrem 1977 erschienenen Album Chasing Rainbows.